# Hauptschalter (Eisenbahn)

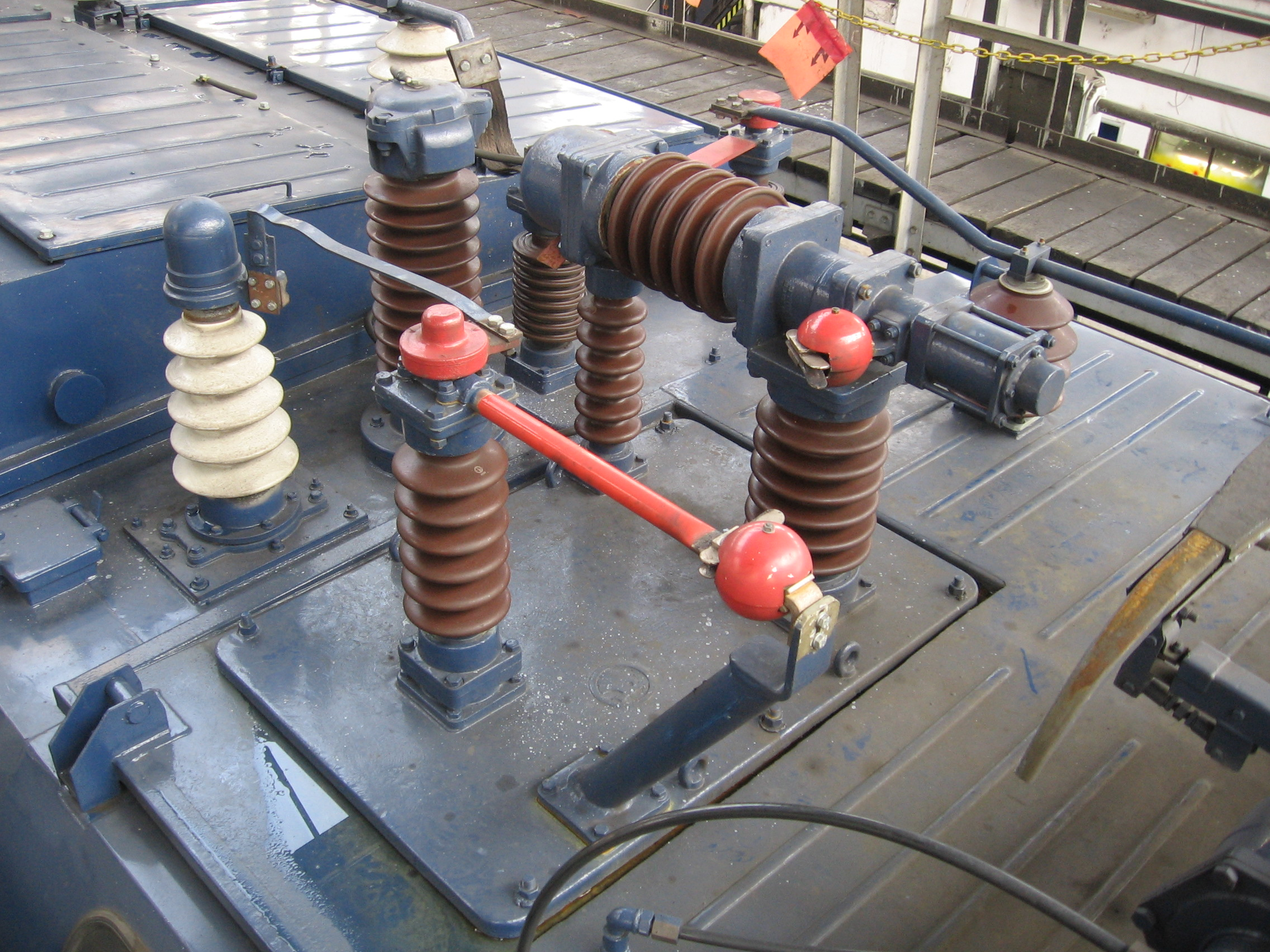
Druckluftschalter mit Erdungsschalter auf dem Dach einer tschechischen Zweisystemlokomotive der ČD-Baureihe 362

Ein Hauptschalter ist bei elektrischen Triebfahrzeugen ein Leistungsschalter, der die Traktions- und Hilfsbetriebkreise des Fahrzeugs mit dem Energieversorgungsnetz verbindet oder von diesem trennt. Er befindet sich zwischen Stromabnehmer und der übrigen elektrischen Ausrüstung des Fahrzeugs. Bei Fahrzeugen, welche die Energie aus der Oberleitung beziehen, befindet sich der Hauptschalter meist auf dem Dach oder im Innern, bei Fahrzeugen, welche die Energie aus einer Stromschiene beziehen, kann er auch unterflur angeordnet sein.
Die Hauptschalter von Gleichstromfahrzeugen werden meist als Schnellschalter bezeichnet. Mehrsystemfahrzeuge haben getrennte Hauptschalter für die Wechselstrom- und für die Gleichstromausrüstung. Bei älteren Triebfahrzeugen, insbesondere solchen mit kleiner und mittlerer Leistung, wurden teilweise anstelle eines Hauptschalters Haupt-, Hochspannungs- oder Dachsicherungen verbaut, weil der Platz für den Einbau eines Ölschalters nicht ausreichte. Mit der Einführung von Druckluftschaltern, die nur noch einen kleinen Bauraum beanspruchten, verschwand diese Praxis.
Heutzutage werden überwiegend Vakuumschalter verwendet, da bei diesen im Schaltraum kein Lichtbogen entstehen und die Lichtbogenlöschung somit entfallen kann.

## Bedienung
Der Hauptschalter wird immer erst eingeschaltet, wenn das Fahrzeug mit dem Stromabnehmer mit der Energiezufuhr verbunden ist; umgekehrt muss der Hauptschalter vor dem Abziehen des Stromabnehmers von der Energiezufuhr geöffnet werden, damit beim Senken des Stromabnehmers kein Schaltlichtbogen entsteht. Das Betätigen des Hauptschalters ist in der Regel mit einem lauten Geräusch verbunden.
Der Hauptschalter kann im Notfall je nach Fahrzeug durch die Sicherheitsfahrschaltung und durch Notschalter in den Führerständen ausgeschaltet werden. Diese Schlagtaster bewirken meistens gleichzeitig auch eine Schnellbremsung.

### Ausschalten während der Fahrt

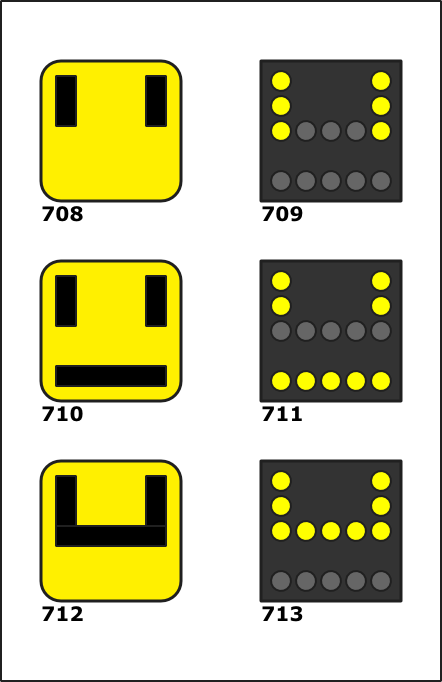
Schweizer Schutzstreckensignale:
708: Vorsignal zum Ausschaltsignal
710: Ausschaltsignal
712: Einschaltsignal
709, 711, 713 sind Lichtsignale, die bei vorübergehenden Schutzstrecken verwendet werden. Bei nicht vorhandener Schutzstrecke zeigen alle Lichtsignale der Schutzstrecke das Einschaltsignal 713.

Nicht durchgeschaltete Schutzstrecken und Systemtrennstellen dürfen nur mit ausgeschaltetem Hauptschalter befahren werden. Zur Ankündigung solcher Stellen gibt es spezielle Fahrleitungssignale. Diese zeigen dem Triebfahrzeugführer an, wo er den Hauptschalter ausschalten muss bzw. wieder einschalten darf. Würde der Triebfahrzeugführer eine Schutzstrecke mit eingeschaltetem Hauptschalter befahren, so kann es zu Lichtbogen kommen, welche Stromabnehmer und Oberleitung beschädigen können. Bei Bahnen mit vielen Schutzstrecken, insbesondere Wechselstrombahnen, die mit 50 Hz oder 60 Hz Frequenz betrieben werden, ist das Befahren der Schutzstrecken automatisiert, sodass gesteuert über Magnete im Gleis die Hauptschalter bei Schutzstrecken selbsttätig öffnen und wieder schließen. Diese Funktion kann auch durch das European Train Control System übernommen werden.

Deutsche Fahrleitungssignale für die Bedienung des Hauptschalters
Signal El 1v: Ausschaltsignal erwarten (wird an übersichtlichen Stellen nicht verwendet)
Signal El 1:  Ausschalten
Signal El 2:  Einschalten erlaubt

## Bauart und Funktion
Der Hauptschalter muss als Leistungsschalter ausgeführt sein, weil er das Triebfahrzeug auch unter Volllast sicher von der Spannungsquelle, also der Oberleitung oder der Stromschiene, zu trennen hat. Dies erfordert vor allem eine zuverlässige Funkenlöschung, um den entstehenden Lichtbogen zusammenbrechen zu lassen. 
Hauptschalter für die heute üblichen Bahnstromsysteme sind entweder für die Schaltung von Wechselstrom oder von Gleichstrom ausgelegt:
- Bei Wechselstrom müssen verhältnismäßig hohe Spannungen und geringe Ströme geschaltet werden. Außerdem weist Wechselstrom einen Nulldurchgang auf, wodurch sich der Lichtbogen leichter löschen lässt.
- Bei Gleichstrom hingegen werden in der Regel verhältnismäßig niedrige Spannungen und hohe Ströme geschaltet. Des Weiteren hat Gleichstrom keinen Nulldurchgang, weshalb der Lichtbogen nur sehr schwer zu löschen ist.

Mehrsystemfahrzeuge haben je einen Hauptschalter für die Wechselstrom- und die Gleichstromausrüstung. Bei Gleichstrombetrieb steht der Wechselstromschalter in geöffneter Stellung unter Spannung; dies trifft im umgekehrten Fall für den Gleichstromschalter nicht zu, weil im Wechselstrombetrieb die ganze Gleichstromausrüstung, den Schnellschalter eingeschlossen, spannungslos geschaltet wird.
In der Regel sind in Kombination mit dem Hauptschalter mindestens eine Überstromschutzeinrichtung und ein Schutz gegen Überspannung und Unterspannung in der Energiezufuhr vorhanden. Weitere Schutzeinrichtungen, die den Hauptschalter ausschalten können, sind der Buchholzschutz bei Wechselstromfahrzeugen, sowie die Erdschlusserfassung.

### Hauptschalter für Wechselstromfahrzeuge
Bei Wechselstromfahrzeugen befindet sich der Hauptschalter auf dem Dach oder im Maschinenraum zwischen Oberspannungswandler und dem Transformator, wobei er oft auch die Funktion der Dachdurchführung übernimmt. Der Antrieb erfolgt durch Druckluft oder elektrisch. Beim Aufrüsten des Triebfahrzeugs nach langer Abstellung kann es sein, dass der Druck in den Vorratsbehältern des Druckluftsystems zu niedrig ist, sodass der Hauptschalter nicht geschlossen werden kann. In diesem Fall wird der Druck zum Aufrüsten des Fahrzeugs von einem Hilfsluftpresser erzeugt, der nur Stromabnehmer und Hauptschalter mit Druck versorgt. Bei modernen Fahrzeugen werden häufig auch elektrisch angetriebene Hauptschalter eingesetzt.

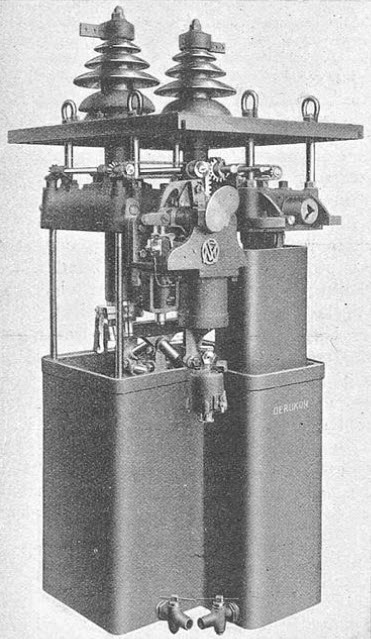
Aufbau eines Ölhauptschalters der Elektrolokomotive SBB Ce 6/8 II

#### Ölschalter
Beim Ölschalter befinden sich die Kontakte in einem luftdichten Kessel, der mit Öl befüllt ist. Bei Betätigung des Ölschalters verdampft durch den Lichtbogen ein Teil des Öles, wodurch der Lichtbogen gelöscht wird. Bei Ölschaltern wird die Hochspannung in der Regel gleichzeitig an mehreren Stellen unterbrochen. Der Ölschalter wird mithilfe eines Druckluftantriebs eingeschaltet und über eine Klinke gegen Federdruck festgehalten. Das Ausschalten erfolgt durch Lösen der Klinke, wodurch die Kontakte durch die Federkraft getrennt werden.
Da bei dieser Bauart die Gefahr besteht, dass der Hauptschalter explodiert, wurden diese immer auf dem Dach des Triebfahrzeugs angeordnet. Weitere Nachteile sind ihr großer Platzbedarf, die beschränkte Schaltleistung sowie das hohe Gewicht. Ölschalter wurden bis in die 1930er Jahre oft benutzt und sind heute veraltet.

#### Expansionsschalter

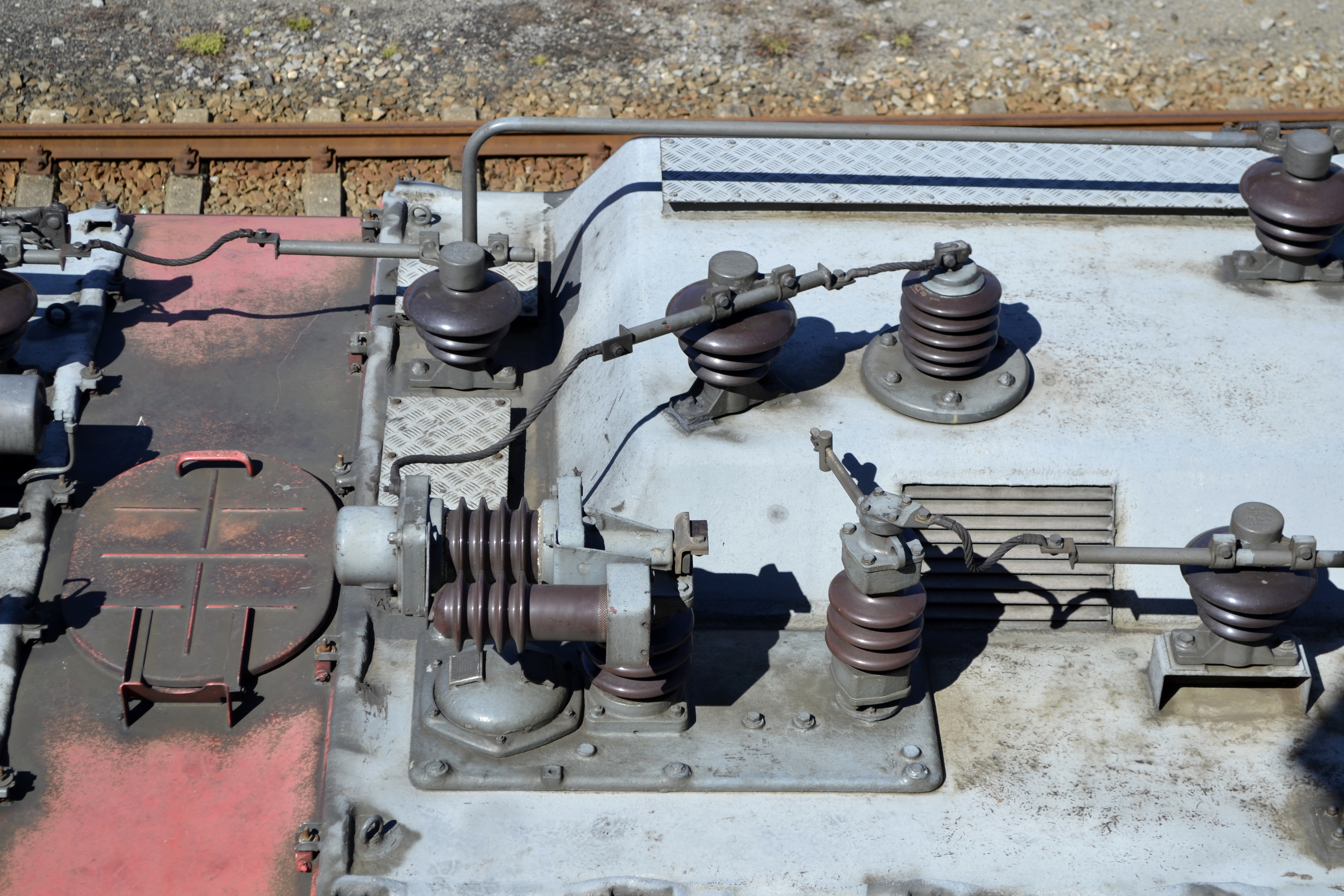
Druckluftschalter der DB-Baureihe 111 im ausgeschalteten Zustand (Trennmesser liegt nicht an)

Expansionsschalter sind Einkontakt-Stiftschalter. Der Schaltvorgang findet in der Expansions- bzw. Dampfkammer statt. Diese ist im unteren Teil mit einem wasserhaltigen Löschmittel gefüllt, welches teilweise beim Ausschalten verdampft, was wiederum den Lichtbogen löscht. Expansionsschalter werden durch einen Druckluftantrieb oder per Hand eingeschaltet; ausgeschaltet werden sie durch Federkraft. Sie wurden bis Mitte der 1940er Jahre bei Neufahrzeugen eingesetzt.

#### Druckluftschalter
Mit steigender Leistung der Triebfahrzeuge gerieten die vorgenannten Bauarten an ihre Grenzen. Dies führte zur Entwicklung von Druckluftschaltern, welche nicht nur pneumatisch betrieben, sondern auch der entstehende Lichtbogen mit Druckluft weggeblasen wird.

#### Vakuumschalter
Bei modernen Triebfahrzeugen werden häufig Vakuumschalter verwendet. Sie bestehen aus einer Schaltkammer, in der ein Druck von etwa 10−5 Pa herrscht (entspricht nur ca. 10−10 bar), in der sich zwei zylindrische Druckkontakte befinden. Ein Druckkontakt ist dabei gegenüber dem anderen verschiebbar. Mithilfe eines Kniehebels wird der verschiebbare Druckkontakt an den festen gepresst und im eingeschalteten Zustand verriegelt. Der Antrieb des Schalters erfolgt pneumatisch oder elektrisch. Durch das Vakuum in der Schaltkammer wird die Schaltstrecke wesentlich verkürzt, weil weniger ionisierbare Teile vorhanden sind. Beim Öffnen des Schalters wird der Lichtbogen beim Nulldurchgang des Stroms gelöscht.